# Anzelm Gostomski
Anzelm Gostomski z Leżenic herbu Nałęcz (ok. 1508 w Leżenicach, zm. 1588) –  ekonomista, kalwinista, promujący sprawę pełnego równouprawnienia dla innowierców.

## Życiorys
Syn Dobrogosta. W młodości pełnił służbę wojskową, później został dworzaninem królewskim. Dzięki przywilejom królewskim, nadawanym przez Zygmunta Augusta od roku 1552, dorobił się znacznej fortuny. Kasztelan wyszogrodzki od 1562, płocki od 1564, starosta rawski w latach 1565–1572. W roku 1572 odstąpił stanowisko starosty swemu pierworodnemu synowi Stanisławowi, gdy sam objął urząd wojewody rawskiego. Brał udział w wojnie z Rosją w 1564. W 1569, na sejmie lubelskim, jako kasztelan płocki złożył podpis pod Unią polsko-litewską. Podpisał Konfederację warszawską w 1573 - dotyczyła reformacji w Polsce - zapewnienie swobody wyznaniowej dysydenckiej szlachcie. 
Był uczestnikiem zjazdu w Knyszynie 31 sierpnia 1572 roku. Podczas pierwszego bezkrólewia był zwolennikiem Henryka Walezego. W 1573 roku potwierdził elekcję Henryka III Walezego na króla Polski. Podczas drugiego - stronnikiem cesarza. W 1575 podpisał elekcję cesarza Maksymiliana II Habsburga. Jako zdeklarowany zwolennik cesarza nie wziął udziału w sejmie koronacyjnym Stefana Batorego 4 maja 1576. Po pogodzeniu się z Batorym należał do najaktywniejszych senatorów w czasach jego panowania. Wziął udział w sejmach z lat: 1576 w Toruniu, 1578, 1579/1580, 1581, 1582 oraz 1585.  Na Mazowszu i Lubelszczyźnie miał 28 wsi. Miał też własny młyn we wsi Kamion u ujścia Bzury. Wyznawał kalwinizm i częstokroć występował w obronie innowierców polskich, m.in. na sejmie roku 1585. U współczesnych zasłynął głównie jako wzorowy gospodarz swych licznych majątków położonych w województwach: rawskim, mazowieckim, sandomierskim i płockim. Napisał „Gospodarstwo”, najpopularniejszą na przełomie XVI i XVII wieku, książkę rolniczą dającą rady jak prowadzić wielkie gospodarstwa rolne (folwarki). Wśród „rad” znalazła się i taka, cytuję:

podstawą dobrej gospodarki są dwie rzeczy - pańszczyzna i szubienica.

.

## Rodzina
Miał kolejno cztery żony:
- Narzymska, kasztelanka płocka
- Małgorzata Bartnicka
- Zofia Tarłówna
- Zofia Szczawińska, kasztelanka sochaczewska. Córka - katoliczka Elżbieta została żoną marszałka wielkiego koronnego Prokopa Sieniawskiego, fundatorką Kościoła św. Piotra i Pawła oraz klasztor Jezuitów we Lwowie[7].

Dochował się 12 dzieci: cztery córki i ośmiu synów. Synowie Anzelma:
1. Stanisław zm. 1598
2. Hieronim zm. 1609
3. Jan Gostomski (zm. ok. 1590)
4. Mikołaj zm. 1581
5. Andrzej
6. Tomasz zm. 1624
7. Dobrogost
8. Jakub

Jedna z jego córek Anna, została żoną Jana Tarły (wojewody lubelskiego).

## Twórczość
- Gospodarstwo, Kraków 1588, drukarnia J. Siebeneicher; wyd. następne: Kraków 1606, Kraków 1619; pt. Oekonomija abo gospodarstwo ziemiańskie, Kraków 1644; przedr.: K.W. Wójcicki Biblioteka starożytna pisarzy polskich t. 3, Warszawa 1843; wyd. 2 Warszawa 1854; wyd. J. Radwański pt. Notaty gospodarskie, Kraków 1856; wyd. S. Inglot, Wrocław 1951, Biblioteka Narodowa seria I, nr 139

## Utwór o autorstwie niepewnym
- Gospodarstwo jezdeckie, strzelcze i myśliwcze, wyd. Poznań 1690; przedr. J. Rostafiński w książce „O myślistwie, koniach i psach gonczych”, Kraków 1914, BPP nr 64, (możliwość autorstwa Gostomskiego podał J. Rostafiński, natomiast według A. Brücknera aforyzmy gospodarcze, moralne w „Gospodarstwie...” pisał prawdopodobnie J. Żabczyc)

## Materiały
- Kwit na odbiór pensji, dat. w Poznaniu 12 listopada 1563, wyd. T. Wierzbowski Materiały do dziejów piśmiennictwa polskiego, t. 1, Warszawa 1900, s. 118